# Ness
El riu Ness (Abhainn Nis en gaèlic escocès) és un riu d'Escòcia que neix al Loch Ness i desemboca, conjuntament amb el riu Beauly, a la ciutat d'Inverness, a l'estuari del Moray Firth.

## Descripció
El Ness es tracta d'un riu d'uns 10 quilòmetres de llarg, que discorre des de l'extrem nord del llac Ness, a través del Loch Dochfour, al nord-est a Inverness, amb un desnivell acomulat de 16 metres abans de descarregar les seves aigües a Beauly Firth. El riu és l'origen del nom d'Inverness, que prové del gaèlic escocès: Inbhir Nis, que significa "Boca del Ness".
Té un origen glaciar. Malgrat ser un riu curt, posseeix un dels cabals mitjans més alts del Regne Unit amb 11.000 cc/s (300 m³/s).

## Ecologia
Al nord d'Inverness hi ha les Illes Ness, conegudes per les nombroses espècies d'arbres que s'hi poden observar. En el seu curs a través de la ciutat ha estat històricament utilitzat per a la pesca de salmons; existeix el Ness District Salmon Fishery Board, òrgan estatutari responsable de la protecció i millora de la pesca de salmó i de truites a la zona del districte de Ness. En alguns moments de l'any és possible de veure-hi a la seva riba xatracs àrtics i, més esporàdicament, mussols i àguiles pescadores. La llúdria europea també hi és present.
Les foques comunes i les foques grises formen part de l'ecologia del riu. També és l'hàbitat del bernat pescaire, el pipistrellus i el ratpenat d'aigua, l'oreneta cuablanca, la cuereta torrentera, el gavinot atlàntic, el gavià argentat europeu, l'Haematopus, l'ànec collverd, ciclus, el bec de serra gros i d'altres espècies d'ocells d'aigua.